# Římskokatolická farnost Javory
Římskokatolická farnost Javory (latinsky Ohrna) je církevní správní jednotka sdružující římské katolíky na území vesnice Javory a v jejím okolí. Organizačně spadá do děčínského vikariátu, který je jedním z 10 vikariátů litoměřické diecéze. Centrem farnosti je kostel svatého Prokopa v Javorech.

## Historie farnosti
Matriky jsou v lokalitě vedeny od roku 1785. Území farnosti spadalo pod farnost Český Bukov. Vlastní tzv. nová farnost byla kanonicky zřízena v roce 1853.

### Duchovní správcové vedoucí farnost
Začátek působnosti jmenovaného v duchovní správě farnosti od:
- 1798   coop. exp. Ioann. Krug
- 1803   Anton Renner
- 1805   exposit. vacat
- 1805   exposit. Jos. Ratzky, † 11. 12. 1813
- 1806   exposit. Joann. Martini, n. 23. 1. 1758 Adersbach, o. 21. 12. 1782, † 9. 2. 1837
- 1816   exposit. Joann. Folger, n. 6. 8. 1780 Schweinsdorf (Sil.),  o. 6. 4. 1808
- 1820   exposit. Jos. Heller, n. 8. 9. 1786 Waldek, o. 7. 8. 1813, † 4. 2. 1864
- 1826   exposit. Anton. Kreuzer, n. 11. 8. 1786 Leitmeritz, o. 29. 8. 1812
- 1836   cap. exposit. vacat
- 1837   cap. exposit. Franc. Bertl, n. 19. 4. 1800 Sosayens., o. 5. 9. 1827
- 1841   proto-loc. (prvo-lokalista) Franc. Bertl, n. 19. 4. 1800 Sosayens., o. 5. 9. 1827
- 1853   proto-par. (prvo-farář) Franc. Bertl, n. 19. 4. 1800 Sosayens., o. 5. 9. 1827, † 20. 4. 1877
- 1877   Anton. Zimmler, n. 16. 1. 1843 Priessnitz, o. 20. 7. 1869, † 28. 2. 1918
- 1887   Hermann. Krenn, n. 10. 8. 1857 Teplitz, o. 19. 7. 1879,  †  16. 8. 1925
- 1890   Jos. Hackel, n. 24. 11. 1847 Windischkamnitz, o. 25. 7. 1871, † 28. 12. 1924
- 1891   par. vacat, admin. interc. Jos. Grus
- 1892   Jos. Grus, n. 17. 3. 1859 Libichov, o. 11. 5. 1884, † 29. 11. 1948
- 1896   par. vacat, admin. interc. Franc. Fischer
- 1897   Franc. Fischer, n. 4. 7. 1865 B. Kamnitz, o. 16. 5. 1889, † 3. 8. 1942
- 1904   Wenc. Šťastný, n. 16. 1. 1869 Trenčín, o. 17. 6. 1894, † 14. 5. 1937
- 1907   par. vacat admin. interc. Joann. Fähnrich
- 1908   Jos. Just. Kiwus, n. 12. 9. 1872 Kreuzburgerhütte, o. 21. 9. 1895
- 1913   par. vacat admin. interc. Anton. Gürlich
- 1914   Anton. Gürlich, n. 7. 6. 1883 Niems, o. 14. 7. 1907, † 16. 12. 1942
- 1922   Jos. Kögler, n. 16. 11. 1890 Nieder Kreibitz, o. 11. 7. 1915, † 5. 6. 1961
- 1935   par. vacat, admin. exc. Franc. Eiselt
- 1937   Rob. Franze, n. 13. 10. 1910 Nixdorf., o. 16. 6. 1935
- 1938   par. vacat, admin. exc. Joannes Wodraschka
- 1941   par. vacat, admin. Jos. Langer
- 1. 7. 1942 par. vacat, Anton. Heimann
- 1. 7. 1946 Joann. Pilz
- 27. 9. 1946 Karel Kvítek
- 1. 7.  1952 Jan Pohl, admin. exc. z Jílového u Děčína
- 15. 3. 1965   Benno Rössler, admin. exc. z Děčína
- 15. 2. 1978  Jiří Kabát, CSsR., admin. exc. z Jílového u Děčína
- 1. 4.  1981   Benno Rössler, admin. exc. z Děčína
- 1. 1.  1983   Jiří Kabát, CSsR., admin. exc. z Jílového u Děčína
- 1. 7.  1988   Milan Matfiak
- 1. 11. 1989  Jan Bahník OP
- 1. 11. 1990  František Jirásek, admin. exc. z Děčína-Podmokel[3]

Kromě kněží stojících v čele farnosti, působili ve farnosti v průběhu její historie i jiní kněží. Většinou pracovali jako farní vikáři, kaplani, katecheté, výpomocní duchovní aj.

## Území farnosti
Do farnosti náleží území těchto obcí:
- Hliněná (Gleimen[p 2])
- Javory (Ohren[p 2])
- Stará Bohyně (Bohmen[p 2])

## Římskokatolické sakrální stavby na území farnosti
| Foto | Stavba             | Místo  | Bohoslužby                      | Zeměpisné souřadnice           | Status       | Číslo kulturní památky           |        |
| Kostel | Kostel             | Kostel | Kostel                          | Kostel                         | Kostel       | Kostel                           | Kostel |
| --- | ------------------ | ------ | ------------------------------- | ------------------------------ | ------------ | -------------------------------- | ------ |
| | Kostel sv. Prokopa | Javory | bližší informace o bohoslužbách | 50°43′48″ s. š., 14°8′1″ v. d. | farní kostel | 51491/5-5924 (Pk•MIS•Sez•Obr•WD) |        |
| Některé drobné sakrální stavby a pamětihodnosti lze dohledat zde v databázi Drobné sakrální památky Zaniklé sakrální stavby lze dohledat zde v databázi Poškozené a zničené kostely, kaple a synagogy v České republice |                    |        |                                 |                                |              |                                  |        |

Ve farnosti se mohou nacházet i další drobné sakrální stavby, místa římskokatolického kultu a pamětihodnosti, které neobsahuje tato tabulka.

## Příslušnost k farnímu obvodu
Z důvodu efektivity duchovní správy byl vytvořen farní obvod (kolatura) farnosti Děčín IV-Podmokly, jehož součástí je i farnost Javory, která je tak spravována excurrendo. Přehled těchto kolatur je v tabulce farních obvodů děčínského vikariátu.